# Mike Smith (hockey sur glace)
Pour les articles homonymes, voir Mike Smith (homonymie) et Smith.
Mike Smith (né le 22 mars 1982 à Kingston en Ontario, province du Canada) est un joueur professionnel de hockey sur glace. Il évolue au poste de gardien de but.

## Biographie
Mike Smith a été choisi par les Stars de Dallas au 161e rang du repêchage d'entrée de 2001 de la Ligue nationale de hockey. Après une première saison avec les Men O' War de Lexington, club-école secondaire des Stars, dans l'ECHL. Il jouera par la suite trois saisons dans la Ligue américaine de hockey.
Il joue sa première saison en 2006-2007. En tant que gardien auxiliaire à Marty Turco, il finit la saison dans l'équipe d'étoiles des recrues de la LNH.
Le 26 février 2008, il est échangé avec Jeff Halpern, Jussi Jokinen et d'un choix de quatrième ronde au repêchage de 2009 au Lightning de Tampa Bay en retour de Brad Richards et Johan Holmqvist.
Il manque presque toute la deuxième moitié de la saison 2008-2009 en raison d'une commotion cérébrale.
En 2010-2011, il partage son filet avec Dan Ellis, son coéquipier avec qui il a joué durant son passage dans la LAH. Avec sa blessure au genou puis l'arrivée de Dwayne Roloson, Smith perd sa place dans l'équipe après que le Lightning l'ait placé au ballotage. Aucune équipe le réclame puis il est cédé aux Admirals de Norfolk dans la LAH. Il revient avec Tampa Bay plus tard dans la saison après l'échange de Ellis aux Ducks d'Anaheim.
Lors des séries éliminatoires de la Coupe Stanley de 2011, dans le quatrième match de finale d'association contre les Bruins de Boston, Roloson est chassé de la rencontre après que l'équipe soit mené 3-0 au premier tiers-temps. Smith n'accorde aucun but avec 21 arrêts puis le Lightning marque cinq buts de suite. Le match suivant, il effectue son premier départ malgré la défaite 3-1. 
Le 1er juillet 2011, il signe un contrat de deux ans avec les Coyotes de Phoenix pour deux millions de dollars. Il réussit à être le gardien titulaire de l'équipe en connaissant sa meilleure saison avec 38 victoires en 67 matchs, ainsi que 93 % d'efficacité, une moyenne de buts alloués à 2,21 buts par match et huit blanchissages. Il mène ainsi les Coyotes jusqu'en finale d'association alors qu'ils se font battre 4 matchs à 1 face aux Kings de Los Angeles.
Le 19 octobre 2013, contre les Red Wings de Détroit qui avaient retiré leur gardien, il devient le septième gardien de la LNH à tirer et marquer un but (certains gardiens ont été crédités d'un but car ils étaient le dernier joueur à avoir touché le palet avant qu'un joueur de l'équipe adverse ne marque dans son propre camp) alors qu'il ne restait qu'un dixième de seconde dans la troisième période.

## Statistiques

### En club
| Saison     | Équipe                  | Ligue      |     | Saison régulière | Saison régulière | Saison régulière | Saison régulière | Saison régulière | Saison régulière | Saison régulière | Saison régulière | Saison régulière | Saison régulière |    | Séries éliminatoires | Séries éliminatoires | Séries éliminatoires | Séries éliminatoires | Séries éliminatoires | Séries éliminatoires | Séries éliminatoires | Séries éliminatoires | Séries éliminatoires |
| Saison     | Équipe                  | Ligue      | PJ  | V                | D                | Pr/N             | Min              | BC               | Moy              | % Arr            | Bl               | Pun              | PJ               | V  | D                    | Min                  | BC                   | Moy                  | % Arr                | Bl                   | Pun                  |                      |                      |
| 1998-1999  | Voyageurs de Kingston   | LHJO       | 16  |                  |                  |                  | 906              | 53               | 3,51             |                  |                  | 0                |                  |    |                      |                      |                      |                      |                      |                      |                      |                      |                      |
| 1999-2000  | Frontenacs de Kingston  | LHO        | 15  | 4                | 4                | 1                | 666              | 42               | 3,78             | 88,1             | 0                | 2                | -                | -  | -                    | -                    | -                    | -                    | -                    | -                    | -                    |                      |                      |
| 1999-2000  | Voyageurs de Kingston   | LHJO       | 3   |                  |                  |                  |                  |                  |                  |                  |                  | 0                |                  |    |                      |                      |                      |                      |                      |                      |                      |                      |                      |
| 2000-2001  | Frontenacs de Kingston  | LHO        | 3   | 0                | 0                | 2                | 137              | 8                | 3,51             | 89,6             | 0                | 0                | -                | -  | -                    | -                    | -                    | -                    | -                    | -                    | -                    |                      |                      |
| 2000-2001  | Wolves de Sudbury       | LHO        | 46  | 22               | 10               | 12               | 2 709            | 116              | 2,57             | 91,9             | 3                | 8                | 12               | 7  | 5                    | 735                  | 26                   | 2,12                 | 92,1                 | 2                    | 2                    |                      |                      |
| 2001-2002  | Wolves de Sudbury       | LHO        | 53  | 19               | 24               | 9                | 3 083            | 157              | 3,06             | 92,1             | 3                | 17               | 5                | 1  | 4                    | 303                  | 15                   | 2,97                 | 92,4                 | 0                    | 6                    |                      |                      |
| 2002-2003  | Grizzlies de l'Utah     | LAH        | 11  | 5                | 5                | 0                | 614              | 33               | 3,23             | 90,6             | 0                | 12               | -                | -  | -                    | -                    | -                    | -                    | -                    | -                    | -                    |                      |                      |
| 2002-2003  | Men O' War de Lexington | ECHL       | 27  | 11               | 10               | 4                | 1 553            | 66               | 2,55             | 91               | 1                | 20               | 2                |    |                      | 93                   | 8                    | 5,14                 | 82,2                 | 0                    | 0                    |                      |                      |
| 2003-2004  | Grizzlies de l'Utah     | LAH        | 21  | 8                | 11               | 0                | 1 186            | 56               | 2,83             | 90,8             | 2                | 10               | -                | -  | -                    | -                    | -                    | -                    | -                    | -                    | -                    |                      |                      |
| 2004-2005  | Aeros de Houston        | LAH        | 45  | 19               | 17               | 3                | 2 408            | 97               | 2,42             | 91,5             | 5                | 28               | 3                | 1  | 2                    | 181                  | 4                    | 1,33                 | 95,7                 | 0                    | 0                    |                      |                      |
| 2005-2006  | Stars de l'Iowa         | LAH        | 50  | 25               | 19               | 6                | 3 000            | 125              | 2,5              | 91,7             | 3                | 24               | 7                |    |                      | 417                  | 19                   | 2,74                 | 90,7                 | 0                    | 4                    |                      |                      |
| 2006-2007  | Stars de Dallas         | LNH        | 23  | 12               | 5                | 2                | 1 213            | 45               | 2,23             | 91,2             | 3                | 2                | -                | -  | -                    | -                    | -                    | -                    | -                    | -                    | -                    |                      |                      |
| 2007-2008  | Stars de Dallas         | LNH        | 21  | 12               | 9                | 0                | 1 172            | 48               | 2,46             | 90,6             | 2                | 6                | -                | -  | -                    | -                    | -                    | -                    | -                    | -                    | -                    |                      |                      |
| 2007-2008  | Lightning de Tampa Bay  | LNH        | 13  | 3                | 10               | 0                | 774              | 36               | 2,79             | 89,3             | 1                | 6                | -                | -  | -                    | -                    | -                    | -                    | -                    | -                    | -                    |                      |                      |
| 2008-2009  | Lightning de Tampa Bay  | LNH        | 41  | 14               | 18               | 9                | 2 471            | 108              | 2,62             | 91,6             | 2                | 23               | -                | -  | -                    | -                    | -                    | -                    | -                    | -                    | -                    |                      |                      |
| 2009-2010  | Lightning de Tampa Bay  | LNH        | 42  | 13               | 18               | 7                | 2 273            | 117              | 3,09             | 90               | 2                | 14               | -                | -  | -                    | -                    | -                    | -                    | -                    | -                    | -                    |                      |                      |
| 2010-2011  | Lightning de Tampa Bay  | LNH        | 22  | 13               | 6                | 1                | 1 202            | 58               | 2,9              | 89,9             | 1                | 2                | 3                | 1  | 1                    | 121                  | 2                    | 1                    | 95,8                 | 0                    | 0                    |                      |                      |
| 2010-2011  | Admirals de Norfolk     | LAH        | 5   | 1                | 4                | 0                | 296              | 9                | 1,83             | 92,4             | 1                | 2                | -                | -  | -                    | -                    | -                    | -                    | -                    | -                    | -                    |                      |                      |
| 2011-2012  | Coyotes de Phoenix      | LNH        | 67  | 38               | 18               | 10               | 3 903            | 144              | 2,21             | 93               | 8                | 16               | 16               | 9  | 7                    | 1 027                | 34                   | 1,99                 | 94,4                 | 3                    | 14                   |                      |                      |
| 2012-2013  | Coyotes de Phoenix      | LNH        | 34  | 15               | 12               | 5                | 1 956            | 84               | 2,58             | 91               | 5                | 0                | -                | -  | -                    | -                    | -                    | -                    | -                    | -                    | -                    |                      |                      |
| 2013-2014  | Coyotes de Phoenix      | LNH        | 62  | 27               | 21               | 10               | 3 610            | 159              | 2,64             | 91,5             | 3                | 14               | -                | -  | -                    | -                    | -                    | -                    | -                    | -                    | -                    |                      |                      |
| 2014-2015  | Coyotes de l'Arizona    | LNH        | 62  | 14               | 42               | 5                | 3 556            | 187              | 3,16             | 90,4             | 0                | 10               | -                | -  | -                    | -                    | -                    | -                    | -                    | -                    | -                    |                      |                      |
| 2015-2016  | Coyotes de l'Arizona    | LNH        | 32  | 15               | 13               | 2                | 1 745            | 77               | 2,64             | 91,6             | 3                | 2                | -                | -  | -                    | -                    | -                    | -                    | -                    | -                    | -                    |                      |                      |
| 2016-2017  | Coyotes de l'Arizona    | LNH        | 55  | 19               | 26               | 9                | 3 203            | 156              | 2,92             | 91,4             | 3                | 14               | -                | -  | -                    | -                    | -                    | -                    | -                    | -                    | -                    |                      |                      |
| 2017-2018  | Flames de Calgary       | LNH        | 55  | 25               | 22               | 6                | 3 191            | 141              | 2,65             | 91,6             | 3                | 8                | -                | -  | -                    | -                    | -                    | -                    | -                    | -                    | -                    |                      |                      |
| 2018-2019  | Flames de Calgary       | LNH        | 42  | 23               | 16               | 2                | 2 401            | 109              | 2,73             | 89,8             | 2                | 2                | 5                | 1  | 4                    | 319                  | 17                   | 3,20                 | 91,7                 | 1                    | 4                    |                      |                      |
| 2019-2020  | Oilers d'Edmonton       | LNH        | 39  | 19               | 12               | 6                | 2 157            | 106              | 2,95             | 90,2             | 1                | 21               | 1                | 0  | 1                    | 27                   | 5                    | 11,31                | 78,3                 | 0                    | 0                    |                      |                      |
| 2020-2021  | Oilers d'Edmonton       | LNH        | 32  | 21               | 6                | 2                | 1 847            | 71               | 2,31             | 92,3             | 3                | 6                | 4                | 0  | 4                    | 300                  | 12                   | 2,40                 | 91,2                 | 0                    | 0                    |                      |                      |
| 2021-2022  | Oilers d'Edmonton       | LNH        | 28  | 16               | 9                | 2                | 1 580            | 74               | 2,81             | 91,5             | 2                | 6                | 16               | 8  | 6                    | 872                  | 49                   | 3,37                 | 91,3                 | 2                    | 2                    |                      |                      |
| Totaux LNH | Totaux LNH              | Totaux LNH | 670 | 299              | 263              | 78               | 38 260           | 1 720            | 2,70             | 91,2             | 44               | 152              | 45               | 19 | 23                   | 2 665                | 119                  | 2,68                 | 92,4                 | 6                    | 20                   |                      |                      |

### En équipe nationale
| Année | Équipe | Compétition          |   | PJ | V | D   | Min | BC   | Moy  | % Arr | Bl | Pun           |  | Résultat |
| 2013  | Canada | Championnat du monde | 4 | 2  | 2 | 255 | 7   | 1,65 | 94,4 | 1     | 0  | Cinquième     |  |          |
| 2014  | Canada | Jeux olympiques      | 0 | -  | - | -   | -   | -    | -    | -     | -  | Médaille d'or |  |          |
| 2015  | Canada | Championnat du monde | 8 | 8  | 0 | 480 | 12  | 1,50 | 93   | 2     | 0  | Médaille d'or |  |          |

## Trophées et honneurs personnels

### LNH
- 2006-2007 : sélectionné dans l'équipe d'étoiles des recrues
- 2016-2017 : participe au 62eMatch des étoiles
- 2017-2018 : participe au 63eMatch des étoiles